# (3868) Mendoza
(3868) Mendoza (4575 P-L) – planetoida z pasa głównego asteroid okrążająca Słońce w ciągu 3,57 lat w średniej odległości 2,33 j.a. Odkryta 24 września 1960 roku.

## Naturalny satelita
W czerwcu 2009 roku zidentyfikowano na podstawie analizy zmian krzywej blasku tej asteroidy okrążający ją księżyc, którego rozmiary wynoszą ok. 2 km. Obydwa składniki obiegają wspólny środek masy w czasie 24,38 godziny. Odległość między nimi to ok. 20 km.